# Borowe (Lubusz)
Borowe (Duits: Burau) is een dorp in de Poolse woiwodschap Lubusz. De plaats maakt deel uit van de gemeente Iłowa en telt 450 inwoners.